# O Caminhão do Meu Pai
O Caminhão do Meu Pai (Inglês:My Father´s Truck / vie:Xe tải của bố) é um curta-metragem de 2013, em uma co-produção Brasil-Vietnã (a primeira co-produção cinematográfica deste dois paises) e selecionado para a Mostra Generation do Festival Internacional de Cinema de Berlim de 2013.
Filmado na cidade de Hanói em 2011, com equipe técnica brasileira e todo o elenco vietnamita, o trama sul asiática participou de vários festivais e concorreu ao prêmio de melhor curta-metragem no festival de Berlim.

## Sinopse
A filha de um caminhoneiro (Mai Vy) deixa de comparecer a escola por um dia para ajudar o seu pai (Trung Anh), que transporta agricultores pelos campos de arroz do Vietnã. Porém, a menina se surpreende com a segunda atividade que seu pai executa, que é recolher cachorros e leva-los para um abatedouro
.

## Elenco
- Mai Vy;
- Trung Anh.